# سكوت كوثبرت
سكوت كوثبرت (بالإنجليزية: Scott Cuthbert)‏ (15 يونيو 1987 في المملكة المتحدة - ) هو لاعب كرة قدم بريطاني في مركز الدفاع. شارك مع منتخب اسكتلندا تحت 19 سنة لكرة القدم ومنتخب اسكتلندا تحت 20 سنة لكرة القدم ومنتخب اسكتلندا تحت 21 سنة لكرة القدم ومنتخب اسكتلندا الثانوي لكرة القدم ‏. أما مع النوادي، فقد لعب مع سويندون تاون ونادي سانت ميرين ونادي سلتيك ونادي لوتون تاون ونادي ليتون أورينت ونادي ليفينغستون لكرة القدم.

## وصلات خارجية
- سكوت كوثبرت على موقع الاتحاد الإسكتلندي (الإنجليزية)
- سكوت كوثبرت على موقع قاعدة بيانات كرة القدم.إي يو (الإنجليزية)
- سكوت كوثبرت على موقع Soccerbase.com (لاعب) (الإنجليزية)
- سكوت كوثبرت على موقع Soccerway.com (الإنجليزية)
- سكوت كوثبرت على موقع عالم كرة القدم.نت (الإنجليزية)